# Hipotenzija
Hipotenzija (stgrč. ὑπο - ispod; lat. tendō - rastezati) u medicini i fiziologiji označava tlak tekućine u organizmu ispod normalne vrijednosti.
Hipotenzija se pojavljuje kod krvnog tlaka, mišićnog tonusa, likvora (cerebralna hipotenzija) ili intraokularnog tlaka. 
Nizak krvni tlak se definira kao vrijednost krvnog tlaka koja je niža od normalno očekivane za pojedini organizam u određenim uvjetima. Vrijednosti krvnog tlaka razlikuju se ovisno o aktivnosti, starosti, korištenju lijekova i zdravstvenom stanju.

Hipotenzija ljudskog tijela se definira kao krv tlak manji od 100/60 mmHg izmjerenim više puta u ambulantnim uvjetima uz postojanje simptoma (umor, poremećaj sna, vrtoglavica, nesvjestice, anksioznost ili depresija, osjećaj jakog lupanja srca, znojenje) i odsutnost drugih bolesti. Osim trajnog niskog krvnog tlaka kojem se ne može otkriti uzrok, postoje: sekundarna hipotenzija uzrokovana različitim bolestima, stanjima i lijekovima, te akutna stanja s naglim padom krvnog tlaka od kojih su ortostatska (posturalna) i postprandijalna hipotenzija najučestalije.

Trajno nizak krvni tlak rijetko je pokazatelj ozbiljnog zdravstvenog poremećaja, jer se na njega organizam prilagodi, često bez simptoma. Medicinski problem nastaje kod naglog pada tlaka kada mozak i drugi vitalni organi ostaju bez optimalne opskrbe krvlju i nemaju vremena za prilagođavanje. U tom slučaju mogu nastati vrtoglavica, slabost tijela, poremećaj vida, pa i kratka nesvijest (sinkopa).

Primarna (idiopatska, konstitucionalna) hipotenzija - trajno nizak krvni tlak kojem se ne može otkriti uzrok. Osim nasljednih faktora, istraživanja pokazuju značajan utjecaj geografskog područja, ishrane (naročito količine kuhinjske soli u hrani), tjelesne mase, vježbanja i stresa.
Sekundarna hipotenzija - stanja koja mogu uzrokovati nizak tlak su: krvarenje, infekcije, dehidracija, različite bolesti srca - infarkt, aritmije, adrenalna insuficijencija, trudnoća, produženo odmaranje u krevetu, otrovanje, sindrom toksičnog šoka, alergijske reakcije, anafilaksija, moždani udar, šok, pad tlaka nakon obavljanja male i/ili velike nužde, strah, Parkinsonova bolest, neuropatija, hemodijaliza, opekline, uznapredovali dijabetes, oštećenja moždine kralježnice.
U tvari koje mogu uzrokovati hipotenziju spadaju: antihipertenzivi, diuretici, antagonisti kalcija, beta blokatori, antidepresivi, analgetici iz grupe narkotika, alkohol.

## Vanjske poveznice
- Understanding Low Blood Pressure – the Basics WebMD
- Hypotension PubMed Health